# Pasqual Ferry

Cartell del Saló del 2008

Pasqual Ferry (castellà: Pascual Ferrándiz Arroyo)  (Barcelona, 24 de març de 1961) és un autor català de còmic que actualment treballa com a dibuixant de superherois pel mercat nord-americà, on sovint també apareix ressenyat com Pascual, Pascal o Paschalis.

## Biografia[calcitació]
Nascut Pascual Ferrándiz Arroyo el 24 de març de 1961, el seu primer treball artístic va ser com a dibuixant en l'estudi d'animació d'Albert Rué: apadrinat per Francisco Ibáñez, durant un viatge a Nova York va visitar les oficines de Marvel Comics, la qual cosa el va fer decidir-se pels còmics. Així, les primeres historietes les va publicar en la revista Zero, una publicació editada per Miguel Fernández, Toni Garcés i Eduard Bosch en la qual compartia pàgines amb altres autors com Josep Maria Beroy, Ricard Castells, Miguelanxo Prado, Pedro Espinosa, Jordi Sempere o Mena. Arran de l'amistat amb Beroy, ambdós van compartir estudi amb el guionista Montecarlo i, després del seu debut professional a Rambla, Pasqual va començar a experimentar estils i temàtiques diferents en forma d'històries curtes que publicà en quasi totes les revistes de l'època.

### De 1985 a 1989
Paral·lelament, Ferry va col·laborar amb Josep Maria Beà en l'editorial Interimagen, per a la qual es va encarregar d'il·lustrar el manual La técnica del cómic fins que, el 1985, va proposar a Comics Forum l'adaptació de la sèrie d'animació Dragones y mazmorras, molt popular llavors: l'editor, Antonio Martín, va aprovar aquell projecte pel qual, a més, comptava amb la col·laboració d'Espinosa, Beroy, Sempere i el guionista Francisco Efepé. També va publicar la sèrie Hombres grises, vidas cutres en HdiosO, mentre dibuixava en El Jueves (amb guions de Xavi Roca) i en la Tótem fins que el 1988 Josep Toutain li publicà en Zona 84 la primera història llarga, Crepúsculo, la qual li valgué el Premi a l'Autor Revelació del Saló Internacional del Còmic de Barcelona a l'any següent.

### De 1990 a 1992
Llavors va començar a treballar amb Toutain i, en acabant, amb Norma Editorial, la qual li oferia més opcions de publicar en l'estranger; no obstant això, va ser Editorial Complot la que, el 1990, li va publicar Agorafobia, un recull d'històries aparegudes entre els anys 1984 i 1986 en altres revistes; La ruta de la medusa tardaria quatre anys més a ser publicada, ja per Glénat, amb poc d'èxit: després de tal fracàs, va intentar vendre un projecte junt amb Montecarlo a l'estranger, Max Orbe, del qual només en publicaria una historieta abans d'abandonar-lo. Durant la mateixà època també va sorgir Marius Dark: la torre, una història molt depressiva que romandria inèdita fins al 2004.

### De Marvel UK als EUA
Precisament, Marius Dark havia aparegut publicada en la Heavy Metal, la qual cosa li va obrir les portes del mercat anglosaxó: el 1993 la Marvel UK va contractar Ferry per dibuixar la sèrie limitada Plasmer amb la promesa de convertir-la en regular, però només es van fer els quatre números planejats; en tancar el filial britànic, els seus artistes van passar a treballar per la Marvel novaiorquesa: Ferry va ser el tercer autor apadrinat per Forum en aconseguir-ho, després de Carlos Pacheco i el valencià Salvador Larroca. Així, durant 1996 només va rebre encàrrecs puntuals de números solts, sempre en substitució dels dibuixants regulars, però el 1997 li van assignar la sèrie regular Heroes for Hire («herois de lloguer»), de la qual va dibuixar quinze números fins a la cancel·lació en el 19. A l'any següent li oferiren una altra sèrie regular nova, Warlock, per a la qual va fer el seu treball més personal fins llavors.

### DC Comics
Als nou números, Warlock va ser cancel·lada i en l'any 2000 Ferry se'n passà a DC Comics amb la promesa de dibuixar personatges més populars: així, després d'un número solt d'Action Comics, Pasqual es va convertir en l'artista regular de Superboy durant quasi un any i, després d'un altre treball en Marvel, en 2002 va signar un contracte d'exclusivitat amb DC per dos anys, durant els quals es va encarregar de dibuixar el personatge més icònic de la companyia: Superman. Dos anys més tard, l'editorial Astiberri va recopilar els tres àlbums publicats durant l'etapa europea en Octubre, un llibre de més de tres-centes pàgines amb material inèdit (entre el qual Marius Dark) i una tirada de dos mil exemplars firmats per l'autor.

### De nou en la Marvel
En 2005, Ferry se'n va tornar a Marvel amb un altre contracte exclusiu que millorava les condicions ofertes per DC i el tracte que va rebre en l'anterior etapa: d'ençà, s'ha encarregat de dibuixar personatges com els Quatre Fantàstics o l'Home de Ferro en versió Ultimate i, ja en 2008, va rebre el Gran Premi del 26è Saló del Còmic de Barcelona, del qual va ser l'autor del cartell. Consolidat com a autor en l'editorial, de la col·laboració amb l'escriptor Orson Scott Card en Ultimate Iron Man va sorgir l'oportunitat d'il·lustrar sengles minisèries basades en la saga El joc d'Ender: Battle School i Command School. Actualment és el dibuixant oficial de la sèrie Thor, un personatge clàssic de l'editorial amb una pel·lícula en producció, alhora que dedica el temps lliure a elaborar maquetes de vaixells anglesos dels segles XVII i XVIII.

## Obra
En els inicis, després de debutar en la Zero i -professionalment- en la Rambla, Pasqual Ferry va publicar historietes en El Papus, Más Madera, Madriz, Cairo, Butifarra!, El Jueves, A Tope, TBO (El bosque encantado de Konosserl), Pulgarcito, Rock Inn i, uns anys després, també en la Puta Mili, El TBO de El Periódico (Jonathan Seul) i Cimoc, abans de mamprendre la publicació d'històries llargues o seriades a l'estil del còmic europeu.
| data  | títol                                 | editorial     | comentaris                                                            |
| ----- | ------------------------------------- | ------------- | --------------------------------------------------------------------- |
| 85/86 | Dragones y mazmorras                  | Forum         | vint-i-set números d'aparició setmanal                                |
| 1988  | Crepúsculo                            | Toutain       | premi al millor autor novell en el Saló del 89                        |
| 1990  | Agorafobia                            | Complot       | conté Los decadentes, Augusto Bondeure y Pendiente de un hilo         |
| 1991  | Sebastián Gorza                       | Toutain       | recopilació de la sèrie publicada prèviament en Zona 84               |
| 1993  | Plasmer                               | Marvel UK     | sèrie limitada de quatre números                                      |
| 1994  | La ruta de la medusa                  | Glénat        | recopilació de la sèrie publicada prèviament en Zona 84               |
| 1996  | Dr. Strange                           | Marvel        | número 85, amb guió de J.M. DeMatteis                                 |
| 1996  | X-Men                                 | Marvel        | núm. 51                                                               |
| 1996  | Generation-X                          | Marvel        | núm. 14                                                               |
| 1996  | Uncanny X-Men                         | Marvel        | núm. 333, amb guió d'Scott Lobdell                                    |
| 1996  | Fantastic Four 2099                   | Marvel        | núms. 6 al 8                                                          |
| 1996  | 2099: World of Tomorrow               | Marvel        | núm. 1 i portades de la resta                                         |
| 1996  | Daredevil                             | Marvel        | núm. 358                                                              |
| 1997  | WildC.A.T.s                           | Image         | núm. 36, amb guió de Barbara Kesel                                    |
| 1997  | The Howard the Duck Holiday Special   | Marvel        | número especial amb guió de Larry Hama                                |
| 1997  | X-Men                                 | Marvel        | núm. 68                                                               |
| 1997  | X-Man                                 | Marvel        | núm. 26                                                               |
| 97/98 | Heroes for Hire                       | Marvel        | núms. 1 al 10, 12, 15, 16, 18 i 19, amb guió de John Ostrander        |
| 1999  | Gambit                                | Marvel        | núm. ½, amb guió de Fabian Nicieza                                    |
| 1999  | Mutant X '99                          | Marvel        | anual amb guió de Jay Faerber                                         |
| 99/00 | Warlock                               | Marvel        | núms. 1 al 9, amb guió de Louise Simonson                             |
| 2000  | X Men: Declassified                   | Marvel        | especial amb guió de Karl Bollers                                     |
| 2000  | Action Comics                         | DC            | núm. 771, amb guió de Chuck Dixon                                     |
| 00/01 | Superboy                              | DC            | núms. 83 al 85, 88 i 90 al 93, amb guió de Joe Kelly                  |
| 2001  | The Fantastic Fourth Voyage of Sinbad | Marvel        | especial amb guió de Chris Claremont                                  |
| 02/04 | Action Comics                         | DC            | vint núms. entre el 786 i el 810                                      |
| 2004  | WildC.A.T.s 2.0                       | WildStorm     | núm. 19                                                               |
| 2004  | Octubre                               | Astiberri     | conté Crepúsculo, Sebastián Gorza, La ruta de la medusa i Marius Dark |
| 2004  | Tom Strong                            | WildStorm/ABC | núm. 26, amb guió de Mark Schultz                                     |
| 04/05 | Adam Strange                          | DC            | minisèrie de 8 números amb guió d'Andy Digle                          |
| 2005  | Seven Soldiers: Mister Miracle        | DC            | núm. 1, amb guió de Grant Morrison                                    |
| 05/06 | Ultimate X4                           | Marvel        | núms. 1 i 2, amb guió de Mike Carey                                   |
| 2006  | New Avengers                          | Marvel        | núm. 24, amb guió de Brian Michael Bendis                             |
| 06/07 | Ultimate Fantastic Four               | Marvel        | núms. 33 al 38 i 42 al 44, amb guió de Carey                          |
| 07/08 | Ultimate Iron Man II                  | Marvel        | núms. 1 al 5, amb guió d'Orson Scott Card                             |
| 08/09 | Ender's Game: Battle School           | Marvel        | núms. 1 al 5, amb guió de Christopher Yost sobre l'obra de Scott Card |
| 09/10 | Ender's Game: Command School          | Marvel        | núms. 1 al 5                                                          |
| 2010  | Thor                                  | Marvel        | des del 615, amb guió de Matt Fraction                                |

D'ençà la incursió en el mercat americà, a banda dels comicbooks adés ressenyats Ferry també ha participat amb historietes curtes en especials col·lectius com Superman: Metropolis Secret Files, World's Finest: Our Worlds at War, Captain America: Red, White & Blue, Young Avengers Special...

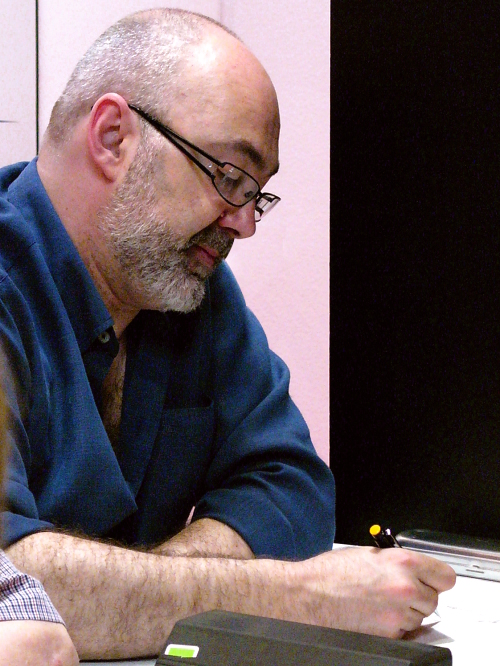
Al Saló de Barcelona, 2008

## Premis
- 1989: Premi a l'Autor Revelació del 7è Saló Internacional del Còmic de Barcelona.
- 2008: Gran Premi del 26è Saló Internacional del Còmic de Barcelona a la Trajectòria Professional.[3]